# Смелянский, Давид Яковлевич
Давид Яковлевич Смелянский (родился 12 июля 1947, Одесса, Украинская ССР, СССР) — российский театральный продюсер
 и менеджер. Заслуженный деятель искусств Российской Федерации (2000).
Генеральный директор Российского государственного театрального агентства, генеральный продюсер Московского театра Et Cetera и Московского театра мюзикла, художественный руководитель — генеральный продюсер фестиваля искусств «Балтийские сезоны», генеральный продюсер музыкального фестиваля Crescendo.
Кандидат искусствоведения, профессор, заведующий кафедрой продюсерства и менеджмента исполнительских искусств Российского института театрального искусства — ГИТИС.
Осуществил проекты с Государственным академическим Большим театром России, МХТ им. А. П. Чехова, театрами «Ленком», Comédie Française (Франция), La Scala (Италия), Piccolo Teatro di Milano (Италия), «Гешер» (Израиль), театром Шота Руставели (Грузия), театром-цирком «7 Пальцев» (Канада).
Работал с Аркадием Райкиным, Мстиславом Ростроповичем, Галиной Вишневской, Юрием Темиркановым, Андреем Кончаловским, Робертом Стуруа, Глебом Панфиловым, Сергеем Юрским, Инной Чуриковой, Александром Калягиным, Славой Полуниным, Валерием Гергиевым, Денисом Мацуевым, Евгением Кисиным, Владимиром Спиваковым, Юрием Башметом, Петером Штайном, Важди Муавадом, Александром Морфовым, Оскарасом Коршуновасом, Раймондом Паулсом, Эдуардом Артемьевым и другими.
Организовал гастроли более тысячи спектаклей в России и за рубежом (США, Израиль, Германия, Испания, Латвия, Эстония, Грузия, Украина, Казахстан, Венесуэла, Мексика, Куба, Колумбия, Коста-Рика, Аргентина, Франция).

## Биография
Родился 12 июля 1947 года в Одессе (Украина). Отец — Смелянский Яков Тимофеевич (1926 г. рожд.). Мать — Смелянская Клара Давидовна (1929—1985). Супруга — Котикова Тамара Григорьевна (1945 г. рожд.). Дочь — Смелянская Анна Давидовна (1981 г. рожд.).
После средней школы Смелянский начал обучение в техникуме промышленной автоматики. Бросил учёбу, поняв, что эта профессия не для него, и поступил в студию киноактера при Одесской киностудии. Одновременно работал слесарем на заводе.
Отслужив в армии, уехал в Ленинград и в 1969 году поступил на факультет экономики Ленинградского института театра, музыки и кинематографии.
После четвёртого курса института в 1972 г. Смелянский уехал в Смоленск, где начал свою профессиональную деятельность в качестве администратора Смоленского областного драматического театра (1972—1976).
Из Смоленска Смелянский переехал в Пензу, где стал главным администратором Пензенского областного драматического театра. Затем его пригласили в Ленинград — здесь Смелянский стал заместителем директора Ленинградской государственной областной филармонии, а позже — директором Ленинградского драматического театра имени В. Ф. Комиссаржевской.
В 1986 году Смелянский переехал в Москву, где стал директором Московского государственного театра миниатюр, который сегодня известен как Московский театр «Сатирикон». Здесь он работал с Аркадием Исааковичем Райкиным и впервые организовал его гастроли в США.
В 1990 году Смелянский возглавил Дирекцию фестивалей и программ Союза театральных деятелей СССР. В этом качестве в 1992 году он провел первый Театральный фестиваль имени А. П. Чехова.
В 1992 году Смелянский выступил учредителем и организатором Российского театрального агентства, которое в 1994 году получило статус государственного учреждения культуры. Российское государственное театральное агентство (РГТА) организует музыкальные и театральные фестивали, участвует в создании и прокате театральных постановок, организует гастроли театров и музыкальных коллективов в России и за рубежом. Оно ежегодно привлекается Правительством Москвы и Министерством культуры Российской Федерации для производства крупных театральных проектов и концертных программ. За годы своей деятельности Российское государственное театральное агентство организовало и провело более 500 мероприятий. Смелянский возглавляет агентство по сей день.
Благодаря Смелянскому в Москве в 90-е годы XX века стали создаваться свободные артистические группы, нацеленные на производство конкретного спектакля.
В 1995 году Смелянский стал инициатором строительства Школы оперного искусства Галины Вишневской, которую он затем возглавил и являлся её директором в течение четырёх лет.
В год празднования 850-летия Москвы (1997) Д. Смелянский выступил продюсером глобального музыкального действа на Красной площади «Наша древняя столица». Режиссёром-постановщиком шоу стал А. Кончаловский. В празднике, прямую телетрансляцию которого осуществил канал «Россия», приняли участие Ю. Башмет, Е. Кисин, М. Касрашвили, Н. Михалков, И. Кобзон, М. Магомаев, В. Гергиев и ещё более 2000 артистов. Также прямая трансляция действа велась каналом BBC на столицы мира.
С 1999 года Д. Смелянский являлся организатором проведения Дня славянской письменности и культуры в городах России. Праздничные концерты были ежегодными, а прямая трансляция велась телеканалом «Культура» на 51 регион России.
В феврале — марте 1999 г. на сцене Самарского театра оперы и балета состоялась мировая премьера оперы Сергея Слонимского «Видения Иоанна Грозного», продюсером которой стал Д. Смелянский, музыкальным руководителем и главным дирижёром — М. Ростропович, а режиссёром-постановщиком — Р. Стуруа. В процессе подготовки проекта Агентство Смелянского осуществило техническое руководство реконструкцией и модернизацией сцены Самарского театра оперы и балета. Телеканалом «Культура» был снят документальный фильм «От репетиции — к репетиции» о работе творческой группы над созданием спектакля (фрагмент прямой трансляции оперы).
В июле 2002 г. Смелянский выступил в качестве автора идеи и продюсера первой в России постановки под открытым небом в «живых» декорациях Святогорского монастыря оперы М. Мусоргского «Борис Годунов» Большого театра России. Во время спектакля по телеканалу «Культура» велась прямая телевизионная трансляция. Также был снят телевизионный документальный фильм о процессе подготовки оперы «Восхождение к премьере».
В 2005 году РГТА под руководством Смелянского стало инициатором проведения фестиваля представителей нового поколения русской исполнительской школы Crescendo, художественным руководителем которого выступил знаменитый пианист Д. Мацуев. С тех пор фестиваль проходил в Пскове, Калининграде, Москве, Санкт-Петербурге, Кемерово, Одессе, Тель-Авиве, Нью-Йорке. В 2007 году фестиваль Crescendo состоялся во Франции и был посвящен 100-летию русских исторических филармонических концертов в Париже, ставших началом дягилевских «Русских сезонов».
В 2003 г. Смелянский первым в России был удостоен Дягилевской премии «За возрождение профессии театрального продюсера в России».
C 2005 года Смелянский является генеральным продюсером Московского театра Et Cetera (художественный руководитель театра — А. Калягин), где в 2009 году осуществил постановку российской версии бродвейского мюзикла The Produсers («Продюсеры»). Спектакль был удостоен главной национальной театральной премии России «Золотая Маска» в четырёх номинациях категории «Оперетта-мюзикл»: «Спектакль», «Работа режиссёра» (Дмитрий Белов), «Женская роль» (Наталья Благих), «Мужская роль» (Егор Дружинин), премий «Музыкальное сердце театра» и «Гвоздь сезона».
В 2010 году Смелянский совместно с Большим театром реализовал проект «Псковитянка»: опера Н. А. Римского-Корсакова была исполнена на территории Псковского кремля под открытым небом в специально созданных декорациях, имитирующих исторические сооружения. Для проекта был построен амфитеатр на 4000 мест. Трансляцию оперы вел телеканал «Культура».
В 2010 году в издательстве «Книжный клуб 36.6» вышла книга «Авантюрист поневоле, или Беседы о том, как я стал продюсером», в которой Смелянский рассказал о становлении профессии продюсера в России и своей продюсерской карьере.
В 2012 году в Москве Смелянский совместно с Михаилом Швыдким открыл первый в России театр, полностью посвященный жанру мюзикла. В Московском театре мюзикла М. Швыдкой стал художественным руководителем, а Смелянский — генеральным продюсером театра.
В 2017 году Смелянский стал организатором проекта «Русский театр. Без границ», в рамках которого будут осуществляться постановки спектаклей в русских театрах за рубежом силами выпускников РИТИ-ГИТИС. Первые спектакли будут поставлены в Азербайджане, Белоруссии и Эстонии.
Смелянский является одним из видных российских театральных продюсеров. Мстислав Ростропович называл его «Дягилевым наших дней»: по словам музыканта, это «великий провокатор», который, «как когда-то Дягилев, умеет провоцировать людей на творчество» и «занимает в русском театре то место, которое занимал в американском театре продюсер Джозеф Папп — создатель знаменитых бродвейских мюзиклов и Нью-Йоркского Шекспировского фестиваля. Смелянский первым осуществил смелые театральные постановки по совершенно новым организационным принципам».

## Награды
| 2000 | Заслуженный деятель искусств Российской Федерации (4 июля 2000 года) — за заслуги в области искусства                                                                           |
| 2003 | Первый лауреат «Дягилевской премии» — «За возрождение и утверждение профессии продюсера в Новой России»                                                                         |
| 2007 | Орден Дружбы (25 июля 2007 года) — за заслуги в области культуры и искусства и многолетнюю плодотворную деятельность                                                            |
| 2008 | Премия Калининградской области «Признание» за организацию фестиваля «Балтийские сезоны»                                                                                         |
| 2009 | Национальная премия «Музыкальное сердце театра» в номинации «Лучший продюсер» — за постановку мюзикла «Продюсеры» (вместе с Александром Калягиным)                              |
| 2010 | «Золотая Маска» (мюзикл «Продюсеры») |
| 2013 | Премия Правительства России в области культуры за создание музыкального фестиваля Crescendo                                                                                     |
| 2014 | Почётная грамота Президента Российской Федерации (12 марта 2014 года) — за достигнутые трудовые успехи, многолетнюю плодотворную работу, активную законотворческую деятельность |
| 2018 | Орден Почёта (24 января 2018 года) — за заслуги в развитии отечественной культуры и искусства, многолетнюю плодотворную деятельность                                            |
| 2024 | Орден «За заслуги в культуре и искусстве» (21 мая 2024 года) — за большой вклад в развитие отечественной культуры и искусства, многолетнюю плодотворную деятельность            |

## Проекты
| Драматический театр | Драматический театр                    | Драматический театр   | Драматический театр |
| ------------------- | -------------------------------------- | --------------------- | --- |
| Год                 | Спектакль                              | Режиссёр              | Производство |
| 1992                | «Игроки-XXI»                           | С. Юрский             | На сцене МХАТ имени А. П. Чехова                                                                                        |
| 1992                | «…SORRY»                               | Г. Панфилов           | Театр «Ленком» |
| 1993                | «La Divina»                            | А. Сигалова           | «Независимая труппа Аллы Сигаловой», совместно с Французским культурным центром, на сцене Московского театра на Таганке |
| 1994                | «За зеркалом» Е. Греминой              | В. Долгачев           | МХАТ имени А. П. Чехова                                                                                                 |
| 1994                | «Концепция»                            |                       | Центр «Дайтоп Вилладж» (США) в МХАТ имени А. П. Чехова и в Большом драматическом театре имени Г. Товстоногова           |
| 1994                | «Лу»                                   | Е. Каменькович        | На сцене Московского театра на Таганке, совместно с Министерством культуры РФ и Австралийским Советом по культуре       |
| 1995                | «Эдип»                                 | А. Слюсаренко         | Геленджикский драматический театр «Торикос»                                                                             |
| 1995                | «Чешское фото»                         | А. Галин              | Театр «Ленком» |
| 1999                | «Дон Кихот»                            | А. Морфов (Болгария)  | Театр Et Cetera |
| 2000                | «Шейлок» («Венецианский купец»)        | Р. Стуруа             | Театр Et Cetera |
| 2001                | «Двенадцатая ночь»                     | Р. Стуруа             | Народный театр «Иван Вазов», София, Болгария                                                                            |
| 2001                | «Король Убю»                           | А. Морфов (Болгария)  | Театр Et Cetera |
| 2002                | «Последняя запись Крэппа»              | Р. Стуруа             | Театр Et Cetera |
| 2003                | «Люсьет Готье, или стреляй сразу!»     | А. Морфов (Болгария)  | Театр Et Cetera |
| 2004                | «Чайка»                                | А. Кончаловский       | Фестиваль «Черешневый лес», Государственный академический театр имени Моссовета                                         |
| 2005                | «Смерть Тарелкина»                     | О. Коршуновас (Литва) | Театр Et Cetera |
| 2006                | «Подавлять и возбуждать»               | А. Калягин            | Театр Et Cetera |
| 2006                | «Морфий»                               | В. Панков             | Театр Et Cetera |
| 2006                | «Газета „Русский инвалид“ за 18 июля…» | М. Угаров             | Театр Et Cetera |
| 2007                | «451 по Фаренгейту»                    | А. Шапиро             | Театр Et Cetera |
| 2007                | «Пожары»                               | Муавад Важди          | Театр Et Cetera |
| 2007                | «Барабаны в ночи»                      | У. Боялиев            | Театр Et Cetera |

| Музыкальный театр | Музыкальный театр                                                                                              | Музыкальный театр                          | Музыкальный театр         | Музыкальный театр                                                                                                |
| ----------------- | --- | ------------------------------------------ | ------------------------- | --- |
| Год               | Спектакль | Режиссёр                                   | Музыкальный руководитель  | Производство |
| 1996              | «Леди Макбет Мценского уезда», концертное исполнение оперы                                                     |                                            | М. Ростропович            | Большой зал Московской консерватории имени П. И. Чайковского                                                     |
| 1999              | «Видения Иоанна Грозного» С. Слонимского, мировая премьера оперы                                               | Р. Стуруа                                  | М. Ростропович            | Самарский академический театр оперы и балета, совместно с управлением культуры администрации Самарской области   |
| 2001              | «Моя fair леди», мюзикл                                                                                        | Д. Бертман                                 | Д. Бертман                | Театр Et Cetera                                                                                                  |
| 2002              | Опера «Борис Годунов» М. Мусоргского на территории Святогорского монастыря, Пушкинские горы, Псковская область | Л. Баратов                                 | А. Ведерников             | Большой театр России, совместно с Министерством культуры Российской Федерации и администрацией Псковской области |
| 2009              | «Продюсеры», мюзикл Мэла Брукса                                                                                | Д. Белов                                   | В. Луценко, Т. Солнышкина | Театр Et Cetera                                                                                                  |
| 2010              | «Псковитянка», опера Н. Римского-Корсакова в Псковском кремле                                                  | Ю. Лаптев                                  | А. Поляничко              | Большой театр России                                                                                             |
| 2012              | «Времена не выбирают», мюзикл                                                                                  | Д. Белов                                   | Т. Солнышкина             | Московский театр мюзикла                                                                                         |
| 2012              | «Растратчики», мюзикл М. Леонидова                                                                             | А. Шаврин, М. Швыдкая                      | С. Иньков                 | Московский театр мюзикла                                                                                         |
| 2013              | «Жизнь прекрасна!», музыкальное ревю                                                                           | М. Швыдкая                                 | С. Иньков                 | Московский театр мюзикла                                                                                         |
| 2014              | «Всё о Золушке», мюзикл Раймонда Паулса                                                                        | О. Глушков                                 | Т. Солнышкина             | Московский театр мюзикла                                                                                         |
| 2016              | «Преступление и наказание», рок-опера Э. Артемьева и Ю. Ряшенцева                                              | А. Кончаловский                            | Т. Солнышкина             | Московский театр мюзикла                                                                                         |
| 2016              | «Принцесса цирка», мюзикл                                                                                      | М. Швыдкая, С. Солдевилья (Франция-Канада) | Т. Солнышкина             | Московский театр мюзикла                                                                                         |

| Фестивали | Фестивали                                                        | Фестивали |
| --------- | ---------------------------------------------------------------- | --- |
| Год       | Мероприятие                                                      | Место проведения |
| С 1999    | Дни славянской письменности и культуры «Вначале было Слово»      | Псков, Рязань, Калуга, Новосибирск, Воронеж, Самара, Ростов-на-Дону, Новочеркасск, Ханты-Мансийск, Коломна, Сааратов, Тверь, Москва |
| С 2004    | «Балтийские сезоны», фестиваль искусств                          | Калининград |
| С 2004    | «Балтийские дебюты», кинофестиваль                               | Калининград |
| С 2005    | Crescendo, фестиваль классической музыки, арт-директор Д. Мацуев | Псков, Тюмень, Москва, Рига, Кемерово, Сочи, Санкт-Петербург, Калининград, Тель-Авив, Одесса, Нью-Йорк, Париж                       |
| 2012-2013 | «Встречи друзей», Международный фестиваль культуры и искусства   | Одесса |

| Гастроли | Гастроли | Гастроли                                                | Гастроли                                              |
| -------- | --- | ------------------------------------------------------- | ----------------------------------------------------- |
| Год      | Место | Коллектив                                               | Спектакли                                             |
| 1992     | Венесуэла | Театр «Ленком»                                          | «…SORRY», «Чешское фото»                              |
| 1992     | Коста-Рика, Международный театральный фестиваль                                                                                                   | «Независимая труппа Аллы Сигаловой»                     | «Отелло»                                              |
| 1993     | Коста-Рика, Международный театральный фестиваль                                                                                                   | Театр «О’Кей»                                           | Рок-опера «Саломея — принцесса иудейская»             |
| 1993     | Коста-Рика, Международный театральный фестиваль                                                                                                   | Театр «Торикос» (Геленджик)                             | «Любовь Дона Перлимплина»                             |
| 1993     | Россия (Москва, Санкт-Петербург) | Центр «Дайтоп Вилладж» (США)                            | «Концепция»                                           |
| 1993     | Россия, Санкт-Петербург, в рамках культурной программы «Игр доброй воли-94»                                                                       | Словенский национальный театр                           | «Гамлет»                                              |
| 1995     | Венесуэла, Международный театральный фестиваль | Театр «Ленком»                                          | «…SORRY», «Чешское фото»                              |
| 1995     | Словения, Марибор, Международный театральный фестиваль                                                                                            | Театр «Торикос» (Геленджик)                             | «Эдип», «Не могу представить, что будет завтра»       |
| 1995     | Израиль (Иерусалим, Беер-Шева, Хайфа, Кирьят-Хайме, Рэховот, Тель-Авив)                                                                           | Театр «Ленком»                                          | «…SORRY», «Чешское фото»                              |
| 1996     | Россия (Самара, Нижний Новгород, Омск); Латвия, Рига                                                                                              |                                                         | Концерты М. Ростроповича                              |
| 1996     | Испания, Международный театральный фестиваль «Памяти Гарсиа Лорки»                                                                                | Театр «Торикос» (Геленджик)                             | «Любовь Дона Перлимплина»                             |
| 1996     | Коста-Рика, Международный театральный фестиваль                                                                                                   | Омский академический театр драмы                        | «Человек, добродетель, джентльмен»                    |
| 1996     | Израиль (Иерусалим, Беер-Шева, Хайфа, Кирьят-Хайме, Рэховот, Тель-Авив); США (Вашингтон, Чикаго, Бостон, Филадельфия, Метачен, Детройт, Нью-Йорк) | Театр «Ленком»                                          | «…SORRY», «Чешское фото»                              |
| 1999     | США (Нью-Йорк, Вашингтон, Чикаго, Филадельфия, Бостон, Нью-Джерси)                                                                                | Театр «Ленком»                                          | «…SORRY», «Чешское фото»                              |
| 2000     | Россия, Санкт-Петербург | Театральная компания Вячеслава Полунина                 | Snow Show                                             |
| 2000     | Грузия, Тбилиси, в рамках «Дней театральных премьер Роберта Стуруа»                                                                               | Театр Et Cetera                                         | «Шейлок (Венецианский купец)»                         |
| 2001     | Польша, Гданьск, V Международный шекспировский театральный фестиваль                                                                              | Театр Et Cetera                                         | «Шейлок (Венецианский купец)»                         |
| 2001     | Германия (Берлин, Дюссельдорф, Ганновер, Франкфурт)                                                                                               | Театр «Ленком»                                          | «…SORRY»                                              |
| 2002     | Латвия, Рига | Театр Et Cetera                                         | «Шейлок (Венецианский купец)» «Конкурс», «Король Убю» |
| 2002     | Россия, Самара | Театр Et Cetera                                         | «Король Убю»                                          |
| 2002     | Германия (Мюнхен, Кельн, Гамбург, Штутгарт) | Театр «Ленком»                                          | «…SORRY»                                              |
| 2003     | Россия, Москва, совместно с Министерством культуры Российской Федерации и Посольством Израиля                                                     | Театр «Гешер» (Израиль)                                 | «Деревушка», «Раб», «Город. Одесские рассказы»        |
| 2012     | Куба, Гавана, Недели русского театра в Гаване | Театр Et Cetera                                         | «Лица», «Надежда, вера и любовь»                      |
| 2013     | Россия, Москва | Театр-цирк «7 Пальцев» (Канада)                         | «Следы»                                               |
| 2013     | Куба, Гавана, Фестиваль театров, при поддержке Министерства культуры РФ и Национального совета по культуре республики Куба                        | Государственный академический театр им. Евг. Вахтангова | «Анна Каренина»                                       |
| 2014     | Куба, Гавана, при поддержке Министерства культуры РФ и Национального совета по культуре республики Куба                                           | Хор Сретенского монастыря и Российский роговый оркестр  | Концертная программа                                  |
| 2015     | Аргентина, Буэнос-Айрес, дни русской культуры в Аргентине                                                                                         | Театр Et Cetera                                         | «Буря»                                                |
| 2015     | Россия, Москва | Театр-цирк «7 Пальцев» (Канада)                         | «Кухня. Откровения»                                   |
| 2016     | Колумбия, Богота, XV Иберо-американский театральный фестиваль                                                                                     | Театр Et Cetera                                         | «Борис Годунов»                                       |